# کوم‌بوین، نیو ساوت ولز
کوم‌بوین (به انگلیسی: Comboyne) یک منطقه مسکونی در استرالیا است که در نیو ساوت ولز واقع شده‌است.